# Episodi di Mare fuori (prima stagione)
La prima stagione della serie televisiva Mare fuori, composta da dodici episodi, è stata trasmessa in prima visione su Rai 2 dal 23 settembre al 28 ottobre 2020.
| nº | Titolo                             | Prima TV          |
| -- | ---------------------------------- | ----------------- |
| 1  | Vite spezzate                      | 23 settembre 2020 |
| 2  | Educazione criminale               | 23 settembre 2020 |
| 3  | Ogni famiglia ha le sue regole     | 30 settembre 2020 |
| 4  | Chi trova un amico trova un tesoro | 30 settembre 2020 |
| 5  | La vendetta per guarire            | 7 ottobre 2020    |
| 6  | L'appartenenza                     | 7 ottobre 2020    |
| 7  | L'amore malvagio                   | 14 ottobre 2020   |
| 8  | Conosci te stesso                  | 14 ottobre 2020   |
| 9  | Legami spezzati                    | 21 ottobre 2020   |
| 10 | Le forme dell'amore                | 21 ottobre 2020   |
| 11 | Fai la cosa giusta                 | 28 ottobre 2020   |
| 12 | Morire per vivere                  | 28 ottobre 2020   |

## Vite spezzate
Inviata dal Tribunale di Ancona, Paola Vinci assume il ruolo di direttrice dell'Istituto di Pena Minorile di Napoli. Lo scopo della donna e dell'Istituto stesso è quello di rieducare i ragazzi reclusi per i reati più disparati, ma la nuova direttrice viene subito messa in guardia da Massimo Esposito, comandante della polizia penitenziaria, su quanto il compito possa rivelarsi tutt'altro che semplice: a differenza che in altre città italiane infatti, a Napoli i giovani spesso vedono nella criminalità il cammino più sicuro, attratti da un mondo di violenza dal quale credono di poter ottenere vantaggi. I detenuti sono infatti quasi tutti di nazionalità italiana, perlopiù incriminati per reati di stampo camorristico.
Nel carcere minorile la figura più temuta e rispettata è quella di Ciro Ricci, pericoloso detenuto figlio mediano di Don Salvatore Ricci, un noto boss della camorra. Tra le detenute c'è Viola Torri, ragazza sadica, cruda e manipolatrice della quale Ciro è innamorato. Ciro, durante una partita di pallone nel cortile, fa cenno ai suoi sottoposti di fare scoppiare una rissa, in modo da approfittarne per accoltellare un agente penitenziario. Ciro affida poi la lama a Milos, un membro della sua banda, il quale si prende la colpa e viene duramente biasimato da Massimo, che gli rammenta che con questo gesto vedrà sicuramente aumentata la sua pena detentiva. Il secondino ferito gravemente viene portato via.
Carmine Di Salvo e Filippo Ferrari sono due ragazzi della stessa età ma provenienti da due mondi completamente diversi: il primo, che vive in un quartiere malfamato di Napoli, sogna di diventare un parrucchiere e di aprire un salone di bellezza insieme alla fidanzata Nina; è costretto però a fare i conti con la sua famiglia di camorristi che è capeggiata dalla madre Wanda e dal fratello Ezio, che lo considerano un debole e non accettano la sua natura onesta. Il secondo, invece, è un talentuoso pianista proveniente da una famiglia benestante di Milano, in procinto di partire per Napoli per una vacanza in compagnia dei suoi tre migliori amici. Una volta arrivato nel capoluogo campano, Filippo incontra alla stazione della metro di Toledo la zingara Naditza, ragazza della sua età, da cui rimane affascinato per il talento di quest'ultima con il pianoforte. I due si mettono a suonare insieme ma la ragazza, aiutata da un complice, riesce a rubargli il portafoglio e a scappare; Filippo prontamente la rincorre e lo recupera. Per evitare di essere arrestata da una guardia di sicurezza attirata dal trambusto, Naditza bacia Filippo: approfittando della distrazione del ragazzo riesce poi a rubargli l'orologio.
Carmine viene aggredito da Nazario Valletta, membro di un clan camorrista rivale della sua famiglia; la situazione che ne consegue lo porta ad arrivare in ritardo presso il salone dove lavora con Nina, venendo per questo licenziato. Raggiunto dalla fidanzata, l'unica persona che lo rende veramente felice, decide di sbollire la rabbia facendo con lei una passeggiata sulla spiaggia: qui i due vengono raggiunti da Nazario che questa volta cerca di violentare la ragazza, aiutato dai suoi amici: dopo un primo momento di smarrimento che sembra paralizzarlo, Carmine difende la fidanzata pugnalando più volte Nazario alla gola con le sue forbici da lavoro, che aveva ancora in tasca.
Filippo e i suoi amici Greg, Ale e Pigio sono sotto l'effetto di stupefacenti e, al termine di una serata in discoteca, decidono di salire su una piattaforma per fare un gioco pericoloso e postare il tutto sui social; durante la pericolosa attività, Filippo provoca la morte di Greg facendolo accidentalmente precipitare dalla piattaforma dopo aver chiesto invano aiuto agli altri due. Filippo viene tradito dagli amici, che lo incastrano addossando tutta la colpa su di lui e lasciandolo solo, e passa la notte nella cella di detenzione del commissariato insieme a Carmine, anche lui nel frattempo arrestato per aver ucciso Nazario.
Entrambi accusati di omicidio, i due ragazzi vengono portati all'IPM. Ciro e la sua banda sembrano intenzionati a prendere i mira i due ragazzi: Filippo perché lo ritengono facilmente tormentabile per via del suo carattere e della sua totale estraneità al loro mondo, Carmine perché si è guadagnato ormai una cattiva reputazione nel mondo della camorra dopo aver ucciso Nazario.
- Altri interpreti: Ralph Palka (maestro di pianoforte tedesco), Gennaro Cuomo (Nazario Valletta), Simone Di Scioscio (Gregorio "Greg"), Claudio Righini (Piergiorgio "Pigio"), Roberto Fella (Alessandro "Ale"), Pia Lanciotti (Donna Wanda Di Salvo), Emanuele Vicorito (Ezio Di Salvo), Greta Esposito (Nina Palumbo), Gabriela Cerino (nonna di Ezio e Carmine, e madre di Don Gabriele Di Salvo), Giuseppe Pirozzi (Zindelo, cugino di Naditza), Mauro Aversano (Vito), Alessandro Incerto (Don Leo, principale di Carmine)
- Ascolti: telespettatori 1 802 000 – share 7,34%[1].

## Educazione criminale
Carmine e Filippo diventano compagni di cella. Filippo tra i detenuti conosce per primi Pino Pagano e Gianni Russo, quest'ultimo è un po' esuberante ma si dimostra gentile, al contrario benché Pino appaia come una persona amichevole Filippo capisce subito che è un ragazzo molto violento, infatti Pino lo prende in antipatia. Ciro era amico di Nazario e non tollera che Carmine rimanga impunito per averlo ucciso. Ciro, figlio di Don Salvatore Ricci, un potente boss della camorra, è in prigione dopo aver ucciso il suo migliore amico Francesco proprio su ordine del padre, in quanto li aveva traditi per aver rivenduto droga acquistata da altri clan.
Carmine, essendo cresciuto in un ambiente difficile, è abituato a quel tipo di vessazioni a differenza di Filippo, che invece è troppo impaurito di fronte a un mondo a lui prima completamente sconosciuto. Proprio per questo motivo, essendo un bersaglio facile, Carmine comunque cerca di dargli qualche consiglio in modo da aiutarlo parzialmente ad adattarsi a questa spiacevole situazione.
Tra i membri del personale dell'IPM figurano l'educatore Beppe Romano oltre ai secondini Liz, Lino, Gennaro e Nunzia. Paola tiene un discorso con i detenuti e il personale tutti presenti, con la promessa che d'ora in poi l'istituto avrà come sola regola il rispetto delle norme con la garanzia che, se dovessero essere violate, l'errore di una sola persona ricadrà su tutti. Paola, però, non è ancora ben al corrente della dura realtà di Napoli cui deve far fronte. I ragazzi si mettono a prenderla in giro dato che Paola zoppicando è costretta a camminare con il bastone da passeggio.
Massimo è preoccupato per Carmine che ha ucciso Nazario, figlio del noto camorrista Antonio Valletta, ora detenuto a Poggioreale: in passato lui e Massimo erano amici e fu proprio quest'ultimo a mandare Valletta in carcere, per cui è sicuro che cercherà di vendicarsi su Carmine. 
Pino, su richiesta di Ciro, si mette a picchiare Carmine, il quale viene salvato da Filippo che chiama le guardie e fa intervenire Gennaro. Ciro non tollera quello che Filippo ha fatto, di conseguenza Pino porta Filippo nella cella di Ciro, oltre a quest'ultimo ad "accogliere" Filippo ci sono i restanti membri della banda ovvero Edoardo Conte, Totò Ascione e Gaetano Sannino i quali, almeno per questa volta, non intendono fargli del male, tuttavia Ciro mette in chiaro con Filippo che non deve mai più azzardarsi a intromettersi in faccende che non lo riguardano.
Sia Carmine che Filippo provano dei sentimenti conflittuali riguardo alla loro detenzione in carcere: Carmine ha lottato per allontanarsi dalla sua famiglia ritenendo però che il suo arresto è la prova che è destinato a diventare come loro, mentre Filippo, pur odiando l'IPM, è tentato di rimanerci anche solo come penitenza per quello che ha fatto a Greg. Pino tenta di convincere Filippo a unirsi al loro gruppo, poiché, essendo egli un ragazzo istruito, Ciro avrebbe per lui un occhio di riguardo, per poi arrabbiarsi davanti al suo rifiuto. Pino, in mensa, fa cadere per terra Filippo mentre quest'ultimo teneva tra le mani il vassoio con sopra il cibo e quest'ultimo, stufo della loro prepotenza, cerca di fare a pugni con Ciro e la sua banda, venendo allontanato dai secondini, mentre Ciro non raccoglie la sua provocazione provando solo indifferenza per lui.
Nel giorno dell'udienza di Carmine e Filippo, questi, ormai rapidamente affezionatisi l'uno all'altro, si scambiano anche i numeri di cellulare così che possano rimanere in contatto anche fuori dall'IPM. Le cose, tuttavia, non vanno molto bene poiché la direttrice comunica a entrambi una cattiva notizia: a Carmine, come probabilmente previsto anche per via del suo ambiente familiare, non viene concessa la messa in prova e a Filippo, contro ogni pronostico, vengono negati gli arresti domiciliari, quindi dovranno rimanere all'IPM in attesa del processo e, di conseguenza, continuare a essere bersaglio degli altri detenuti.
- Altri interpreti: Vincenzo Pirozzi (Antonio Valletta), Domenico De Meo (Pietro Ricci), Arturo Scognamiglio (zio di Ciro), Pasquale Marotta (Francesco Russo).
- Ascolti: telespettatori 1 804 000 – share 8,67%[1].

## Ogni famiglia ha le sue regole
Naditza è una zingara, promessa in sposa dal padre Tal a un giostraio che ha promesso all'uomo di pagargli centocinquantamila euro. La ragazza, però, si ribella e con uno stratagemma riesce a farsi rinchiudere nel carcere minorile con l'accusa di atti vandalici e oltraggio a pubblico ufficiale, reati per i quali è recidiva, tant'è che è una vecchia conoscenza dell'IPM, dov'è rimasta in buoni rapporti di amicizia con altre detenute, tra cui Silvia Scacco e Serena Rizzo.
Carmine riceve la visita dalla madre Wanda e il fratello Ezio, rimanendo disgustato da entrambi per il fatto che siano fieri di lui solo per aver ucciso un camorrista rivale. Nel frattempo il boss Gabriele Di Salvo, il padre carcerato di Carmine sta tentando di trovare una mediazione con Valletta, mentre il padre di Greg vuole usare la sua influenza affinché Filippo possa scontare pienamente la pena in carcere.
Edoardo e Pino, su ordine di Ciro, minacciano Filippo tenendolo sospeso con il rischio di farlo cadere nel corridoio interno delle scale (lo stesso gioco che ha causato la morte di Greg), ma fortunatamente interviene Carmine a salvarlo. Paola si rifiuta di aiutare Filippo, ritenendo che quest'ultimo non sia diverso dagli altri ragazzi dell'IPM. Filippo, dopo essere stato picchiato da tutta la banda di Ciro, si rifugia in un magazzino trovandovi all'interno un pianoforte, mettendosi a suonarlo e attirando così l'attenzione di Naditza, che ascolta la musica e rimane sorpresa nell'apprendere che Filippo è stato arrestato.
Paola per punire Filippo, lo zittisce impossibilitandolo di raccontare l'inferno che sta passando e scrive una relazione da consegnare al magistrato, dove viene descritto come una persona problematica e non rispettosa delle regole e costringendo Massimo a firmarla. Massimo appone la firma pur se in disaccordo con la sua collega, avendo capito che Filippo si era nascosto nel magazzino per disperazione e paura, e non per mancanza di disciplina, ritenendo che l'approccio educativo di Paola non porterà ad alcun risultato positivo in quanto è poco probabile riuscire a far diventare quei ragazzi delle persone migliori comportandosi come severe figure genitoriali.
Nella sala comune, Ciro sembra apparentemente voler dare un pò di tregua a Filippo, invitandolo a giocare a biliardino ma, parlando con lui, si evince come egli cerchi solo di manipolare la conversazione per far passare Filippo come altezzoso e arrogante. Nel cuore della notte, Filippo viene picchiato da Pino e Totò mentre Gaetano e Milos tengono fermo Carmine, impedendogli di proteggerlo. Filippo, ormai al limite delle sue forze, chiede a Carmine se può procurargli un'arma.
- Altri interpreti: Emanuele Vicorito (Ezio Di Salvo), Domenico De Meo (Pietro Ricci).
- Ascolti: telespettatori 1 480 000 – share 6%[2].

## Chi trova un amico trova un tesoro
Carmine si rifiuta di procurare un'arma a Filippo, ritenendo che il suo amico finirebbe solo con l'aggravare la propria situazione. Filippo decide allora di blandire Ciro e la sua banda con dei regali costosi, ma Carmine cerca di scoraggiarlo anche da questo sapendo da subito che Filippo finirebbe con il peggiorare le cose. Paola decide di far svolgere delle attività comuni ai detenuti maschi e femmine: Naditza propone un corso di lezione per il pianoforte e in questo modo lei e Filippo si rivedono, pur essendovi un po' di ostilità ma contemporaneamente anche attrazione tra i due. Purtroppo il corso non va molto bene, anche perché Naditza non è in grado di fare da insegnante non conoscendo le basi della musica.
Filippo chiede a Gianni di procurargli un collare per Tyson, il cane di Pino a cui è molto affezionato. Tyson è proprio il motivo per cui Pino si trova in galera: ha infatti ucciso Arturo, il compagno di sua madre, dopo che questo aveva costretto il cane a partecipare a un match clandestino. Come Carmine aveva previsto, l'iniziativa di Filippo non ha portato buoni frutti: infatti anche Gaetano pretende dei "regali" da lui, il quale però si rifiuta di cedere al ricatto insultandolo, dopodiché gli altri detenuti del dormitorio si vendicano imbrattando la cella di Filippo e Carmine con gli escrementi; Carmine si arrabbia con Filippo il quale, ignorando i suoi consigli, non ha fatto altro che acuire l'astio che gli altri ragazzi provano per loro.
Viola, facendo leva sulla debolezza di carattere di Serena, la induce all'autolesionismo; allora Naditza la schiaffeggia più volte minacciandola di lasciare in pace Serena, ma Viola è indifferente alle sue provocazioni. Dopo l'incontro con la direttrice, Serena inizierà a dormire con Silvia e Naditza, mentre Viola si infligge dei tagli sulle gambe. Carmine viene convocato nell'ufficio di Paola, dove trova Nina che gli comunica una splendida notizia: aspetta un bambino da lui. Gigi, il barbiere che lavora al carcere minorile, in un momento di distrazione non bada a Filippo, il quale gli ruba una delle sue lamette.
- Altri interpreti: Pietro Pignatelli (Arturo, uomo ucciso da Pino), Edoardo Guadagno (Gigi, il barbiere).
- Ascolti: telespettatori 1 527 000 – share 7,6%[2].

## La vendetta per guarire
Gigi scopre che una delle lamette è sparita, quindi i dormitori vengono messi a soqquadro pur di ritrovarla, ma Filippo la nasconde in bocca. Carmine deduce velocemente che l'autore del furto è Filippo, tentando di farlo ragionare: Filippo si ostina a commettere troppi errori, tuttavia non è un criminale al pari di Ciro e il resto della banda ma lo diventerà se non imparerà a riflettere prima di agire.
Paola dà tempo ai ragazzi per sole 48 ore e, se non riapparirà la lametta, tutti i permessi d'uscita saranno revocati in maniera permanente. Ciro, Totò, Edoardo e Gaetano si mettono alla ricerca della lametta, Ciro è della convinzione che sia stato Carmine a rubarla, quindi si accanisce contro di lui insieme ai suoi tirapiedi: Gaetano colpisce Carmine con una violenta ginocchiata, infine Ciro gli promette che lo ucciderà se la lametta non verrà restituita sebbene Carmine pur di non tradire Filippo decide di tenere la bocca chiusa. Quest'ultimo però (che ha assistito a tutta la scena) si sta rendendo conto che le sue scelte stanno avendo pesanti ripercussioni sul suo amico.
Filippo tiene una lezione di pianoforte, durante la quale i detenuti rimangono affascinati dal suo talento, Naditza compresa. Pino tenta di molestarlo, ma dal nulla Naditza lo colpisce con un calcio nascondendosi poi insieme a Filippo finendo col baciarlo. Massimo, andando contro le regole di Paola, porta Carmine in ospedale in modo che assista all'ecografia di Nina, scoprendo che quella che aspettano è una bambina. Carmine è felicissimo, tanto che ha già deciso di chiamarla Futura.
Tramite alcuni flashback, si scopre il passato di Paola: qualche anno prima, mentre era incinta, fu coinvolta in un incidente stradale insieme al marito, causato da una distrazione mentre lei era al volante; sopravvissero entrambi ma non il bambino, motivo per cui dovette subire un'isterectomia d'urgenza.
Paola litiga ancora una volta con Massimo dopo aver scoperto che aveva portato Carmine in ospedale nonostante avesse negato i permessi. Massimo è convinto che Paola sia troppo ossessionata dalle sue regole intransigenti, al punto da non capire che in realtà è la speranza verso un futuro migliore la cosa che può salvare i ragazzi dal prendere una cattiva strada ed è proprio ciò che Carmine ha ritrovato vedendo l'ecografia di Nina.
Ciro, per corteggiare Viola, le regala un bellissimo baby-doll, ma Silvia decide di rubarlo. Nel cuore della notte, fatta la doccia, Pino trova Filippo in un bagno e lo costringe a masturbarlo e alla fine questi cede, anche se era tentato di ucciderlo con la lametta.
In parallelo a queste vicende, la narrazione si sposta a Udine, dove vive Gemma Doria, una ragazza minorenne, che essendo orfana di padre vive con la madre e con la sorella maggiore Ambra. Gemma è fidanzata da diverso tempo con Fabio De Gregorio, un uomo molto più grande di lei, che ha un atteggiamento violento, pretende di controllare ogni aspetto della vita di Gemma e la insulta pesantemente quando lei non vuole seguire le sue indicazioni. Si scopre inoltre che Fabio, già da un po' di tempo, oltre alla consueta violenza verbale ha iniziato ad usare anche la violenza fisica contro la sua fidanzata. Nonostante queste violenze e nonostante sia la madre e sia la sorella tentino di convincerla a lasciare Fabio, Gemma tende a minimizzare gli atti violenti di Fabio, e non vuole lasciarlo, pur soffrendo ed essendo infelice per i suoi comportamenti. Gemma partecipa ad una festa e indossa un vestito che Fabio riteneva non adatto. Egli, avendolo probabilmente scoperto dai social network, si presenta sotto casa di Gemma e inizia ad urlare e a imprecare, ma non può entrare perché il cancello è chiuso. Ritenendo di potergli rispondere a parole, Ambra scende e si avvicina al cancello, ma Fabio è lì con una boccetta di acido, intenzionato a sfregiare Gemma. L'uomo non si accorge che la persona che gli si sta avvicinando non è Gemma, e compie il terribile crimine: poi se ne va, continuando a insultare la sua vittima. Ambra urla per il dolore che l'acido in faccia le sta provocando. Dopo che la madre accompagna Ambra al pronto soccorso, Gemma prende la pistola appartenuta al padre e va sotto casa di Fabio. Quest'ultimo si stupisce di vedere Gemma incolume, e non fa in tempo a capire come sia possibile, perché Gemma gli spara.
- Altri interpreti: Stefano Rossi Giordani (Fabio De Gregorio), Edoardo Guadagno (Gigi, il barbiere).
- Ascolti: telespettatori 1 732 000 – share 6,89%[3].

## L'appartenenza
Carmine toglie la lametta dalle mani di Filippo, il quale probabilmente voleva tentare il suicidio, e cerca di dargli coraggio facendogli capire che lui ha ancora una vita davanti, mostrandogli l'ecografia della figlia a prova del fatto che, per quanto il carcere sia duro, c'è comunque una speranza fuori dalle mura dell'IPM. Filippo abbraccia Carmine ringraziandolo, poi trova il coraggio di confessare a Paola di aver rubato lui la lametta, la direttrice cerca di aiutarlo avendo capito che gli altri detenuti gli stanno dando il tormento. Filippo questa volta non commette lo sbaglio di chiederle aiuto sapendo che lei è impotente, accusandola di essere un'illusa, dato che Paola si ostina a non capire che le vere regole dell'IPM sono ben diverse da quelle che lei cerca di promuovere.
Paola autorizza nuovamente i permessi d'uscita grazie a Liz, che l'ha convinta a concedere a Edoardo un'uscita, quindi quest'ultimo ne approfitta per fare visita alla sua famiglia a Forcella: ad accoglierlo c'è anche Carmela, la sua ragazza, che aspetta un bambino da lui. Gemma viene portata all'IPM e Gianni rimane subito affascinato da lei.
Lino rivela a Ciro e alla sua banda che era stato Filippo a rubare la lametta, scatenando la collera di Pino che cerca nuovamente di molestarlo. Inaspettatamente Ciro lo difende, rimasto piacevolmente sorpreso insieme a Gaetano quando ha saputo che il furto della lametta era stata opera di Filippo, riconoscendo come quest'ultimo sia più intraprendente delle loro aspettative. Ciro è smanioso di uccidere Carmine, ma la sua famiglia gli impone di tenere a freno la sua rabbia (dato che probabilmente non vogliono farsi nemica la famiglia Di Salvo). Comunque l'attenzione di Ciro è ora rivolta a Filippo e gli propone di unirsi alla sua banda, consapevole che sia diverso dagli altri ragazzi dell'IPM in quanto lui è una persona con integrità morale, ma lo convince con la promessa che unendosi a lui ciò lo renderà intoccabile.
Filippo tiene un'altra lezione di pianoforte, in particolare Gianni e Naditza la seguono con attenzione: quest'ultima, pur non sapendo leggere uno spartito, riesce a suonare meglio di Filippo, il quale invece ha dovuto imparare dopo uno studio durato vari anni in conservatorio; Naditza, infatti, solo ascoltando la musica di Filippo è capace di suonarla a sua volta.
Filippo accetta di unirsi alla banda di Ciro, il quale lo costringe a picchiare un altro ragazzo proprio davanti a Carmine, che si mostra molto deluso dal comportamento del proprio amico, il quale sta confondendo per rispetto quella che è solo paura. Carmine, inoltre, cerca di fargli comprendere che Ciro ha in mente un piano poiché è poco probabile che abbia invitato Filippo a unirsi al suo gruppo solo per mera gentilezza.
Silvia, spaventata da Viola, le restituisce il baby-doll, ma questa la costringe a spogliarsi davanti a lei e a indossare il baby-doll che le aveva rubato, per poi obbligarla a passare la notte in ginocchio. Infine Silvia, con addosso il baby-doll, si mette a piangere sul pavimento. Gemma è senza parole davanti da tale scena, mentre Naditza minaccia di morte Viola, la quale ride davanti alla sua reazione.
Edoardo si mette a spacciare droga con suo cugino Salvo, poi i due vanno al luna park e successivamente allo zoo. Mentre sono sullo scooter vengono inseguiti dalla polizia, avendo infranto il limite di velocità, ed Edoardo viene arrestato in quanto sotto effetto di marijuana (dopo che Salvo fugge via) oltre al fatto che era in possesso di una pistola, e viene quindi riportato all'IPM.
Paola è adirata con lui ma anche con Liz, che l'aveva convinta a concedere il permesso a Edoardo, e con Beppe, che sminuisce l'accaduto. Quest'ultimo ritiene che Edoardo sia un bravo ragazzo, ma Paola non la pensa alla stessa maniera dato che per i detenuti come lui i permessi d'uscita sono solo un pretesto per tenere attivi i loro contatti criminali, e che purtroppo nemmeno l'imminente paternità sembra riuscire a responsabilizzarlo, dato che non mostra vergogna o rimpianto per la sua condotta. Massimo stavolta è costretto a dar ragione a Paola, cercando di far capire a Beppe quanto sia troppo ingenuo nel giudicare i ragazzi.
Mentre Carmine si fa tagliare i capelli, Ciro lo guarda con un'espressione vittoriosa: anche se per il momento non può fargli del male, è riuscito comunque a portargli via Filippo, il suo unico amico, al quale taglia i capelli e il sopracciglio destro facendogli avere il suo stesso stile. Ezio va a trovare Carmine, spiegandogli che Valletta è disposto a perdonarlo a patto che il ragazzo uccida una persona per lui.
- Altri interpreti: Emanuele Vicorito (Ezio Di Salvo).
- Ascolti: telespettatori 1 750 000 – share 8,94%[3].

## L'amore malvagio
Filippo ha notato che Carmine è nervoso, non accettando di doversi macchiare ancora di omicidio per ottenere il perdono di Valletta, arrivando anche a piangere e facendosi consolare da Filippo. Nel penitenziario prende avvio un corso di ceramica, tenuto da una giovane insegnante del Vomero di nome Teresa, una ragazza liceale, che subito colpisce Edoardo.
Filippo si sta rendendo conto che stare al fianco di Ciro è più difficile di quanto si aspettasse, dato che è un ragazzo dispotico che non tollera che le sue pretese rimangano insoddisfatte: infatti Ciro costringe Filippo a ritirare della droga che Milos è riuscito a procurare per lui e a nasconderla nella sua cella. Durante una perquisizione, la droga viene trovata da Gennaro e Massimo; Carmine si assume la responsabilità del possesso. Filippo capisce che la richiesta di Ciro di tenergli la droga era in fondo un tentativo per incastrare Carmine e separare i due amici. Il comandante ha capito che Carmine sta coprendo qualcuno; decide di spostare Carmine in una cella singola, mentre Filippo da ora dormirà con Totò e Gaetano. Per Paola ormai è sempre più evidente che Massimo si sia affezionato particolarmente a Carmine.
Con dei flashback si scopre il motivo per cui Viola è reclusa all'IPM: la ragazza, che proviene da Torino, aveva una migliore amica di nome Lara, con la quale condivideva un posto segreto, una roulotte abbandonata. Viola non voleva che altre persone, oltre a lei e Lara, mettessero piede nella roulotte. Quando scopre però che l'amica aveva usato la roulotte per passare del tempo con il proprio ragazzo (avendovi trovato la bustina di un profilattico), Viola la tramortisce e la uccide con ripetute coltellate per poi andare alla lezione di pallavolo come se non fosse successo nulla.
Ciro spiega a Filippo che era indispensabile che Massimo non scoprisse che la droga era custodita proprio da lui, avendo tentato di dare la colpa a Carmine, per evitare che a Filippo venisse negato il permesso d'uscita, infatti Ciro ha in mente un piano: deve mandare della droga a Milano e, approfittando del fatto che i genitori di Filippo verranno da lì a trovarlo, avendo saputo dai suoi contatti che il magistrato ha già autorizzato il permesso d'uscita, Filippo dovrà portarli in un ristorante e farà fermare in un parcheggio privato l'auto di suo padre, dove poi un suo collaboratore piazzerà di nascosto la merce. Filippo però si rifiuta di coinvolgere la sua famiglia in un illecito.
Filippo si mette a fare a pugni con Carmine, sfogando un po' di rabbia repressa e riconciliandosi subito dopo. Nonostante Filippo abbia capito di aver sbagliato a unirsi alla banda di Ciro, Carmine gli consiglia di accettare le sue pretese. Filippo promette a Ciro di attenersi al piano, mentre Ezio va a trovare suo fratello spiegandogli che, se non ucciderà l'uomo che Valletta vuole morto, a pagare il prezzo del suo rifiuto sarà Nina. Ezio, inoltre, rivela a Carmine che la persona che dovrà uccidere è proprio colui che mandò Valletta in prigione: Massimo.
- Altri interpreti: Emanuele Vicorito (Ezio Di Salvo), Federica Baù (Lara).
- Ascolti: telespettatori 1 498 000 – share 5,88%[4].

## Conosci te stesso
Filippo e Massimo hanno capito che Carmine è agitato per qualcosa ma lui non vuole confidarsi, dato che è costretto a uccidere Massimo per salvare Nina. A Filippo, Pino e Naditza vengono concessi i permessi d'uscita in modo che possano stare con le proprie famiglie, ma proprio quel giorno il padre di Naditza vuole far sposare la figlia. Filippo rivela a Naditza che, prima di tornare all'IPM, trascorrerà una notte in un albergo, nella speranza che lei lo raggiunga. Al telegiornale viene data la notizia che Fabio, dopo il tentativo di Gemma di ucciderlo, è stato ricoverato in ospedale ed è fuori pericolo. Massimo e Beppe portano Carmine, Gianni, Totò e Gaetano a fare un giro in barca a vela, e Massimo fa una sorpresa a Carmine, invitando Nina in barca.
Filippo va a pranzare nel ristorante in cui Ciro aveva prenotato, insieme ai suoi genitori e alla sorella Anita, mettendosi a litigare con sua madre che ormai si è disaffezionata a lui ritenendo che il figlio abbia solo gettato vergogna nella loro famiglia. Filippo non accetta passivamente le sue provocazioni, accusandola di averlo usato per compensare i suoi mancati successi: lei, frustrata per non essere riuscita a coronare il sogno di diventare una grande musicista, ha costretto Filippo a studiare pianoforte, ma Filippo ora ha capito che probabilmente nemmeno lui avrà successo perché, malgrado il talento, gli manca la vera passione. Intanto il complice di Ciro piazza la droga nell'auto del padre di Filippo mentre Ciro flirta con Viola, la quale gli chiede di procurargli un cellulare.
Attraverso dei flashback si scopre di più sul rapporto che legava Massimo a Valletta: i due erano migliori amici, ma quest'ultimo ormai viveva di sola criminalità, allorché Massimo, desideroso di una vita onesta, si allontanò da lui e fu in quel periodo che Massimo iniziò a frequentare Consuelo (che sarebbe diventata sua moglie), la ragazza a cui Valletta aveva rubato la borsa, poi restituitagli da Massimo. Valletta, invece, uccise un uomo davanti all'amico, che poi testimoniò contro di lui facendolo rinchiudere in prigione.
Edoardo inizia a corteggiare Teresa regalandole il ciondolo di Gianni. Pietro, figlio di Massimo e Consuelo, per via di un contrattempo, è costretto ad aspettare suo padre all'IPM, dopodiché i suoi genitori vengono a prenderlo e Massimo viene a sapere che il bambino ha passato del tempo a giocare con Paola, scoprendo così un lato più gentile della donna. Paola, però, è costretta a constatare quanto sia infelice il matrimonio di Massimo, dato che Consuelo ormai non fa che sminuire il lavoro del marito.
Proprio quando il padre di Naditza stava per portare la figlia all'altare, la ragazza scappa e, dopo aver rubato un vestito da una boutique, raggiunge Filippo nell'albergo, sorprendendolo però in compagnia di una escort pagata da Ciro e scappando via. In realtà tra Filippo e la escort non è accaduto nulla, tant'è che lui le aveva chiesto di andarsene. Naditza va a trovare Paola a casa sua e lei le dà ospitalità. Il giorno dopo Filippo torna all'IPM ma, prima di separarsi da suo padre, gli rivela della droga nell'auto che è stata messa dal collaboratore di Ciro.
- Altri interpreti: Vincenzo Pirozzi (Antonio Valletta), Noemi Gherrero (Milù, l'escort).
- Ascolti: telespettatori 1 608 000 – share 8,04%[4].

## Legami spezzati
Naditza, dopo aver fatto colazione con Paola, torna in carcere. Pino ormai è stato completamente isolato dal gruppo, poiché Ciro e i membri della sua banda sono stufi di lui e del suo carattere rabbioso (infatti arriva anche a sfidare Ciro in persona, con grande stupore di quest’ultimo), mentre, al contrario, Filippo si è guadagnato la loro stima. Il padre di Serena va a trovarla in carcere per informarla che il suo fidanzato aspetta un figlio da un'altra ragazza: era stato proprio quest'ultimo a spingerla a commettere il furto a mano armata per cui è stata arrestata mentre il padre di lei è stato costretto a denunciarla perché era esasperato dal continuo consumo di eroina della figlia.
Naditza, dando per scontato che Filippo abbia trascorso la notte con quella escort, non intende più rivolgergli la parola. L'IPM indice un concorso di poesia, il cui vincitore verrà iscritto a una gara a Posillipo e quindi otterrà un permesso premio di uscita. Edoardo sembra l'unico a prendere la cosa con serietà, scrivendo una poesia che poi fa leggere a Teresa, ma al contempo si vergogna a mostrare questo suo lato agli altri ragazzi; Teresa, però, cerca di fargli capire che se un artista rinnega il suo cuore non raggiungerà mai nessun obiettivo.
Carmine fatica a nascondere il disprezzo che prova per Filippo, ormai convintosi che il ragazzo sia diventato uguale a Ciro come suo complice, ma tutto cambia quando Filippo gli confessa di aver rivelato a suo padre della droga messa a sua insaputa nell'auto (il padre di Filippo ha poi dato fuoco all'automobile e alla merce che c'era al suo interno). Filippo ha capito che non vale la pena sopravvivere al carcere minorile se l'unico modo per farlo è quello di diventare un criminale. Gemma, con il cellulare che Viola si è fatta consegnare da Ciro, telefona a Fabio mostrandosi pentita e dispiaciuta per avergli sparato. Nonostante il male che ha fatto a lei e alla sua famiglia, Gemma è ancora dipendente da lui.
Tramite altri flashback si scopre cos'è successo a Paola in seguito alla perdita del bambino dovuta all'incidente: aveva riportato dei danni permanenti alla gamba (questo è il motivo per cui usa il bastone da passeggio) e malgrado l'affetto di suo marito Lorenzo, i due decisero di divorziare, mentre lei tentava di lenire il suo dolore emotivo con la promiscuità; Lorenzo tentò tuttavia di riconciliarsi con Paola ma lei ormai non lo voleva più al suo fianco, sostenendo che quando lo guardava non riusciva a non pensare al bambino che avevano perso.
Ciro riceve la visita del proprio fratello in prigione, che gli tira uno schiaffo umiliandolo davanti a tutti, dato che la macchina con la droga non è arrivata a Milano. Ciro telefona alla famiglia di Filippo obbligandolo a parlare con loro davanti a lui ma, avendo già previsto la cosa, Filippo e la sua famiglia fanno buon viso a cattivo gioco facendo credere a Ciro che l'auto (con la droga dentro) sia stata rubata prima che lasciassero Napoli. Filippo, però, non si fa illusioni e teme che questa bugia non reggerà per molto.
Carmine vede Pino arrabbiarsi con sua madre, la quale si rifiuta di versare dei soldi sul conto del figlio, quindi Carmine capisce che solo manipolando Pino potrà aiutare Filippo (che, essendosi rifiutato di aiutare Ciro, si è riscattato agli occhi di Carmine) e infatti convince Ezio a chiedere al loro avvocato di fare un bonifico di mille euro sul conto di Pino. Quest'ultimo, con superficialità e senza curarsi della provenienza del denaro, lo spende comprando delle nuove cuffie per la musica, mentre la sera stessa Ciro, dando per scontato che sia stato Pino a far rubare la droga dall'auto della famiglia di Filippo in cambio di soldi, lo picchia brutalmente, spaccandogli le cuffie. Filippo però non è soddisfatto, non ritenendo giusto che Pino abbia pagato per qualcosa che non ha fatto; Carmine cerca di fargli capire che la sua indulgenza è fuori luogo, dato che quella tra loro e la banda di Ciro è ormai una guerra e che per vincerla dovranno sporcarsi le mani.
Ciro incoraggia Edoardo a leggere la poesia che ha scritto davanti a tutti intitolata O' core mio: tutti rimangono catturati dalle sue bellissime parole, Filippo è il primo ad applaudire e tutti poi lo seguono eccetto Pino, ormai fin troppo amareggiato dagli ultimi avvenimenti. Filippo (prendendo probabilmente esempio dalla poesia scritta da Edoardo) scrive una lettera da consegnare a Naditza, confessandole i suoi sentimenti.
Un uomo arriva all'IPM con il pretesto di voler consegnare del materiale per i lavori: ma in realtà è uno scagnozzo di Valletta, il quale porta Carmine in un posto isolato, lo prende per il collo dandogli un ultimatum per uccidere Massimo, salvo poi andarsene quando arriva Filippo. Quest'ultimo pretende di sapere la verità da Carmine, il quale disperato gli confessa che gli è stato ordinato di uccidere Massimo, chiedendo aiuto al suo amico. Filippo gli promette che troverà il modo di tirarlo fuori da questa scomoda situazione.
- Altri interpreti: Stefano Rossi Giordani (Fabio De Gregorio), Domenico De Meo (Pietro Ricci).
- Ascolti: telespettatori 1 496 000 – share 5,91%[5].

## Le forme dell'amore
Pino ormai è fuori controllo, come conseguenza del fatto che ormai nessuno vuole più avere nulla a che fare con lui, infatti Ciro e la sua banda non lo vogliono più insieme a loro e anche la madre non viene più a trovarlo. Pino schiaffeggia Filippo oltre a minacciare di morte Ciro, quest'ultimo stufo di lui e delle sue sfuriate, e sentitosi tradito da Pino poiché pensa che sia stato lui a vendersi la droga, decide di non fargli del male, ma di limitarsi a umiliarlo, per cui ordina a Gaetano (il quale ha un permesso d'uscita) di rapire Tyson, il cane di Pino.
Carmine si ferisce alla testa sbattendo contro l'armadietto della sua cella. Tra l'altro Filippo gli aveva fatto bere molta acqua in modo da alterare la pressione sanguigna e il battito cardiaco, così da farlo sembrare malato e fargli lasciare l'IPM, infatti viene portato in ospedale.
Filippo cerca di convincere Naditza a tentare con la carriera musicale, secondo lui se si dedicasse a studiare il pianoforte, anche grazie al suo innato talento, potrebbe diventare una musicista di successo ed emanciparsi senza dover più vivere di furti.
Con dei flashback viene ripercorso il passato di Gianni: sua madre è da sempre succube della tirannia del marito Paolo (il padre di Gianni è infatti un uomo violento) e, per racimolare il denaro necessario in modo da poter garantire a sua madre una vita migliore e allontanarla dal marito, Gianni accettò di unirsi ad alcuni delinquenti che avevano progettato un furto nella casa di un'anziana donna, la quale fu però colpita da un malore dopo averli sorpresi in casa. Gianni, pentitosi di ciò che aveva fatto, tentò di salvarla invano e fu arrestato dalla polizia, dal nulla sopraggiunta sul posto.
Gianni scopre che Gemma si tiene in contatto con Fabio e cerca di farle capire che sta sbagliando. La giovane reagisce in malo modo, essendo ancora attratta da Fabio. Gianni le spiega che anche sua madre vive una situazione analoga, essendo succube di un uomo violento, e che l'amore non c'entra nulla con la violenza e la sopraffazione. Gemma, pur essendo scossa dalle sue parole, non ancora si convince. Pino si mette a mangiare il ragù offertogli da Totò, e che crede un regalo della madre, all'interno del quale trova la medaglietta di Tyson: il cane, infatti, è stato ucciso da loro e quella che ha mangiato era la sua carne. Pino, addolorato e furioso come non era mai stato, cerca di aggredire Ciro ma non ci riesce dato che quest'ultimo si trova al sicuro nella sua cella, che aveva fatto chiudere preventivamente a chiave da Lino avendo già previsto la reazione di Pino, facendolo quindi passare come un individuo rabbioso e isterico e venendo portato via dai secondini.
Anita, su richiesta di Filippo, porta Nina nell'ospedale in cui Carmine è stato trasferito. Le due ragazze fanno velocemente amicizia, Anita le offre da mangiare e le dà un nuovo cellulare mentre Carmine, infine, scappa dall'ospedale e riabbraccia Nina; in realtà faceva tutto parte di un piano organizzato da Filippo per permettere a Nina e Carmine di fuggire da Napoli e da Valletta. Naditza e Filippo si mettono a suonare il pianoforte insieme e si baciano. Nel cuore della notte, dopo aver detto a Massimo di non sapere nulla sulla fuga di Carmine, Filippo passa in infermeria, dove trova Pino impiccato, ma ancora vivo, e chiama le guardie.
- Altri interpreti: Stefano Rossi Giordani (Fabio De Gregorio).
- Ascolti: telespettatori 1 412 000 – share 7,46%[5].

## Fai la cosa giusta
Naditza è diventata una musicista di successo e lei e Filippo possono vivere liberamente il loro amore, ma in realtà si tratta solo di un sogno della ragazza. Serena, però, ha capito che la sua amica è innamorata di Filippo. Pino è salvo per miracolo grazie all'intervento di Filippo, e viene allontanato dall'IPM per curarsi, ma non prima di rivelare alle guardie il motivo che lo ha spinto a commettere tale gesto.
Intanto Ciro inizia ad avere dei dubbi sul tradimento di Pino, il quale gli aveva detto più volte di essere innocente, e ormai si è accorto che Filippo è diventato fin troppo astuto. Massimo e Paola vanno a cercare Carmine, dividendosi: Paola prova a chiedere aiuto a Sara, la madre di Nina, mentre Massimo tenta chiedendo aiuto a Wanda e Ezio, i quali però non hanno idea di dove sia. Massimo, inoltre, è allibito dal cinismo dei familiari di Carmine, i quali non si curano del futuro del ragazzo ma pensano solo a proteggere il loro retaggio criminale. Massimo ha capito che Filippo ha aiutato Carmine a evadere e cerca di costringerlo con le cattive a spiegargli il motivo che ha spinto Carmine a fuggire. Filippo si limita a dirgli che Valletta era pronto a perdonare Carmine per la morte del figlio a patto che facesse qualcosa per lui, ma che Carmine si è rifiutato di scendere a patti vedendo la fuga come unica soluzione. Massimo rimprovera Filippo accusandolo di aver solo peggiorato la situazione aiutando Carmine a evadere, in realtà Massimo è del tutto ignaro che Carmine e Filippo lo stanno solo proteggendo, infatti Filippo si è astenuto dal dirgli che Valletta aveva preteso che Carmine uccidesse Massimo per guadagnarsi il suo perdono.
Ciro, ragionando con Gaetano, intuisce di essere stato ingannato e può capire da chi solo scoprendo chi ha messo i soldi sul conto di Pino. A questo punto Ciro chiede a Lino di scoprire chi ha versato i mille euro sul conto di Pino e purtroppo i tentativi di Naditza e Filippo di impedirglielo sono inutili: Lino scopre infatti che a versare i soldi era stato un avvocato, e lo riferisce a Ciro, che ricorda essere l'avvocato di Ezio e Carmine. Adesso Ciro ha capito che Carmine e Filippo sono riusciti a manipolarlo, sbarazzandosi della merce diretta a Milano e facendo ricadere la colpa su Pino. Oltre a ciò, egli intuisce che Carmine è evaso grazie a Filippo, per cui Ciro lo considera un altro affronto che non può essergli perdonato. La famiglia Ricci si occuperà di uccidere Carmine, mentre a Ciro viene dato il compito di uccidere Filippo.
Serena ottiene dal giudice di sorveglianza una messa in prova e torna a vivere con suo padre, il quale la perde di vista mentre le preparava la cena, per poi trovare Serena distesa per terra senza vita, morta per overdose dopo aver assunto della droga. Nel frattempo Naditza e Silvia leggono la sua lettera di addio in lacrime, forse intuendo cosa sarebbe successo.
Massimo e Paola, intuendo che alcuni parenti di Carmine e Nina lavorano al porto, chiedono aiuto ai lavoratori del posto e proprio in quegli istanti Massimo vede Carmine scappare dopo essere stato visto. Il ragazzo trova un nascondiglio dal quale potrebbe uccidere Massimo ma toccato dalle sue parole decide di non farlo. Massimo, sconsolato, lascia il porto con Paola e così Carmine con aria affranta esce dal nascondiglio.
Gemma continua a telefonare a Fabio e a quel punto Gianni le toglie il cellulare di mano e la picchia affermando di volerle bene, solo per mostrarle quanto sia tossico 
l'amore che Fabio prova per lei.
Avendo intuito da Naditza che Ciro ha scoperto tutto, Filippo si rifiuta di tornare nel dormitorio, sapendo che questi verrà a ucciderlo, quindi Naditza lo porta sul tetto dell'istituto e gli fa passare lì la notte. I due si confrontano sulle loro paure: ciò che teme Filippo è di morire in carcere mentre Naditza teme proprio che lui un giorno possa uscire di lì, entrambi consapevoli che il loro amore può sopravvivere solo tra le mura dell'istituto mentre fuori verrebbe schiacciato dalle loro differenze; i due poi fanno l'amore.
Il piano di Carmine e Nina è quello di imbarcarsi su una nave al porto e lasciare Napoli, ma non possono dato che la ragazza è in stato avanzato di gravidanza e presenta un probabile distaccamento della placenta, fattore che mette a rischio sia lei che la bambina.
- Altri interpreti: Emanuele Vicorito (Ezio Di Salvo), Domenico De Meo (Pietro Ricci).
- Ascolti: telespettatori 1 684 000 – share 6,40%[6].

## Morire per vivere
Paola è arrabbiata con Filippo e Naditza, che hanno violato le regole avendo trascorso la notte fuori dai loro dormitori. La direttrice ha ormai capito che i due vogliono cacciarsi nei guai al solo fine di prolungare la loro detenzione nell'istituto, dato che solo lì possono stare insieme, ma cerca di farli ragionare: Filippo di lì a poco avrà l’udienza alla quale presenziare; la sua più recente bravata con Naditza non lo farà apparire positivamente in quella sede e non ne sarà valsa la pena, poiché la donna è convinta che una volta fuori dal carcere, Filippo la dimenticherà facilmente e andrà avanti con la sua vita. In tutta risposta il giovane si limita a dirle che niente dura per sempre. Carmine torna all'IPM mentre il magistrato mette Nina sotto protezione in una clinica privata con una falsa identità; passando per il cortile del penitenziario con Massimo, il ragazzo viene avvistato da Ciro, che a questo punto può vendicarsi personalmente sia su Filippo che su Carmine.
Beppe cerca di aiutare e indurre Gemma ad allontanarsi dall'influenza di Fabio: convoca quindi la sorella Ambra, sfregiata dal ragazzo, poiché possa avere un colloquio con la giovane; in questa circostanza Ambra capisce che Gemma è ancora legata al suo aggressore e si dichiara pronta a rinnegarla se dovesse continuare ad amarlo.
Liz porta Edoardo a Posillipo per la gara di poesia e gli fa una sgradita sorpresa, invitando anche la madre e Carmela; le cose si complicano per il giovane, che aveva chiesto invece a Teresa di raggiungerlo alla premiazione. Edoardo non vince la gara, pur ricevendo moltissimi complimenti; con un pretesto riesce ad allontanarsi con Teresa e a fare l'amore con lei, per poi rientrare all'IPM scortato da Liz, che nel frattempo malvolentieri lo ha coperto con madre e compagna.
Gennaro e Massimo portano Carmine e Filippo in cella d'isolamento, appurando che ormai non possano più stare a contatto con gli altri detenuti poiché verrebbero uccisi. Filippo e Carmine si riabbracciano e quest'ultimo tenta di convincere il suo amico a testimoniare contro Ciro, in modo da ottenere un patteggiamento e uscire di prigione, ma invano: Filippo si è ormai affezionato a Carmine e si rifiuta di lasciare l'IPM senza di lui.
Ciro ormai ha un solo pensiero fisso: uccidere Filippo e Carmine. Lui e la sua banda si preparano per il loro piano e, con la scusa di voler sottomettere tutti i ragazzi di colore dell'IPM, Milos dà inizio, su ordine del giovane boss, a una rissa nella mensa che si trasforma rapidamente in una rivolta. Carmine capisce immediatamente come tutto sia un pretesto per raggiungere lui e Filippo e ucciderli; anche Massimo arriva alla stessa conclusione, spostando i ragazzi dalle celle di isolamento e chiudendoli a chiave in un magazzino dell'istituto. Carmine, però, spiega a Filippo che Ciro farà comunque di tutto per ucciderli; il ragazzo è ormai troppo inferocito per essere fermato ed è pronto anche a pagare con la vita un eventuale fallimento. Nel magazzino Carmine trova un cacciavite e lo dà a Filippo, intimandogli di difendersi a qualsiasi costo. Lo avverte che lo scontro con Ciro è inevitabile: o morirà quest'ultimo o moriranno loro due.
Ciro e la sua banda prendono in ostaggio Massimo, Paola e Lino, cercando di estorcere loro la posizione del nascondiglio dei due ragazzi. Beppe è sconcertato dalla cattiveria dei detenuti, capendo che i suoi sforzi per farli diventare delle persone migliori non sono serviti a nulla. Gianni è paralizzato, non sa come comportarsi e anche lo stesso Edoardo capisce che la faccenda è sfuggita di mano, specialmente quando gli altri iniziano a dare il tormento a Paola, della quale prende subito le difese. 
Beppe, pur di salvare i suoi colleghi, rivela a Ciro che Carmine e Filippo sono nel magazzino. Ciro quindi si appresta a raggiungerli prendendo Lino come ostaggio, dando ai suoi complici il permesso di uccidere Paola e Massimo se lo desiderano. Edoardo cerca di far ragionare Ciro: se si macchierà di altri due omicidi verrà rinchiuso a Poggioreale a vita e non scalerà mai i vertici della camorra, mentre se invece aspetterà il momento in cui Carmine e Filippo usciranno di prigione, sarà più facile ucciderli e farla franca; Ciro, però, ha ormai perso la ragione, sostenendo che secondo il codice della camorra sia molto meglio la reclusione a vita, ma con onore, che una libertà coperti di vergogna. Irremovibile e ormai incapace di ragionare lucidamente, Ciro arriva anche a ferire Edoardo con un coltello. Nel frattempo giunge la celere, avvertita per sedare la rivolta; Edoardo punta il coltello contro Massimo con poca convinzione, tanto che il comandante riesce a disarmarlo fin troppo facilmente.
Le ragazze riescono a osservare Ciro dalla stanza comune mentre questi raggiunge il magazzino con Lino; Viola richiama l'attenzione del ragazzo, che imbratta il mosaico realizzato nelle settimane precedenti con un secchio di vernice in "segno d'amore" per lei. Ciro ordina a Lino di aprire la porta del magazzino ma stavolta questi si rifiuta di aiutarlo: la guardia tenta invece di aprire un dialogo con il giovane cercando di fargli capire che Carmine e Filippo altro non sono che due ragazzi, proprio come lui, e che ucciderli non lo porterà a nulla. Ciro non si lascia convincere e tramortisce Lino in uno scatto di rabbia, facendogli perdere i sensi, per poi aprire lui stesso la porta del magazzino. Viola osserva tutto con aria compiaciuta, sperando che possa accadere il peggio.
Anche se Ciro non considera "amico" né Pino né nessun altro, ritiene un'umiliazione inaccettabile il fatto che Carmine e Filippo abbiano manipolato sia lui che Pino mettendoli l'uno contro l'altro. Il ragazzo si scaglia su Filippo, paralizzato dalla paura e per questo incapace di lottare; nel frattempo nascostosi tra gli scaffali del magazzino, Carmine attira l'attenzione di Ciro sfidandolo a combattere con lui. Il ragazzo riesce dopo qualche difficoltà a sopraffare Carmine: mentre è sul punto di ucciderlo, Filippo capisce di non avere altra scelta e pur di salvare l'amico si getta alle spalle di Ciro, pugnalandolo al fianco destro con il cacciavite precedentemente consegnatogli da Carmine. Ciro è gravemente ferito e gli rimane poco da vivere; mentre Filippo è in preda alla disperazione per quanto appena accaduto, Carmine lo implora di addossargli tutta la colpa. Il ragazzo è consapevole, infatti, che se dovesse uscire dal carcere avrebbe vita breve poiché Valletta lo ucciderebbe comunque; l'amico invece, con una famiglia onesta alle spalle e i mezzi di cui questa dispone, potrebbe salvarsi e ricostruirsi una vita.
Massimo corre da Carmine e Filippo credendoli in pericolo, per poi vedere Ciro ferito a morte. Massimo lo stringe tra le sue braccia e il ragazzo implora il comandante di dire a suo padre di non aver avuto paura, nemmeno in punto di morte. Pur essendo in fin di vita, ancora una volta il ragazzo non rinnega gli ideali per lui così sacri, tuttavia in un momento di debolezza ammette di non voler morire. Massimo fa convocare tutti i detenuti dell'IPM, maschi e femmine, nel cortile: Edoardo e il resto della banda vogliono sapere se Ciro sia riuscito ad uccidere i due ragazzi, mentre Naditza è in preda al panico, preoccupata per la sorte di Filippo. Massimo e Beppe mostrano a tutti i detenuti il corpo senza vita di Ciro, con Viola che lo osserva con soddisfazione. Alla disperazione della sua banda (tranne Gianni il quale appare indifferente) il comandante accusa proprio gli amici di Ciro di quanto accaduto, evidenziando come Ciro abbia sprecato la sua vita dietro i falsi ideali del crimine e cercando di far capire a tutti, ancora una volta, che l'omertà e la criminalità non li porterà da nessuna parte. Carmine e Filippo, ancora sconvolti, raggiungono il resto dei detenuti: Naditza, tranquillizzata dopo aver visto il cadavere di Ciro adesso che Filippo non è più in pericolo, corre verso lui baciandolo, confessando il suo amore per Filippo davanti a tutti nella disperazione del momento.
È arrivato il giorno del processo di Carmine e Filippo quindi Beppe e Gennaro li portano con due auto diverse in tribunale. Nel frattempo, all'IPM, Naditza suona il pianoforte con i tappi alle orecchie in modo da non affidarsi al suono, ma solo leggendo lo spartito come Filippo le ha insegnato; Pino, fuori dal carcere, viene avvicinato ad un cane in un primo momento di rifiuto; Edoardo, visibilmente distrutto dalla morte del suo compagno di cella, continua a lavorare alle sue poesie; Gianni guarda Gemma, la quale per la prima volta gli sorride. Paola resta vicina a Nina, la quale nel frattempo dà alla luce la sua bambina. Massimo riesce finalmente ad ottenere un colloquio con Valletta in prigione: l'uomo scopre con orrore che Carmine avrebbe dovuto uccidere proprio lui, su ordine del suo ormai ex amico; non avendolo fatto, il ragazzo si è condannato a morte certa. Mentre è in auto con Beppe, Filippo gli confessa che è stato lui a uccidere Ciro, con sgomento dell'educatore. Prima di raggiungere il tribunale, i sicari di Valletta giungono sul posto e sparano a Carmine, scappando all'arrivo di Massimo, nel frattempo accorso nel tentativo di sventare l'attentato: il ragazzo è gravemente ferito e Filippo, Beppe e Massimo corrono in suo aiuto. Filippo lo supplica di non morire perché ha ancora bisogno di lui e della sua amicizia, implorando l'amico di non lasciarlo solo mentre Beppe lo abbraccia promettendogli che Carmine non morirà. 
- Altri interpreti: Vincenzo Pirozzi (Antonio Valletta).
- Guest star: Lino Guanciale (guardia carceraria di Poggioreale).
- Ascolti: telespettatori 1 751 000 – share 9,40%[6].